# 城西村 (山形県)
城西村（しろにしむら）は、かつて山形県南村山郡にあった村。

## 沿革
- 1889年（明治22年）
  - 4月1日 - 町村制施行に伴い南村山郡飯塚村・上椹沢村・下椹沢村の区域をもって城西村が発足。
  - 12月26日 - 村域が分割され、大字飯塚の区域をもって飯塚村が、大字上椹沢・下椹沢の区域をもって椹沢村が発足。同日城西村廃止。